# Spilosoma pardalina
Spilosoma pardalina là một loài bướm đêm thuộc phân họ Arctiinae, họ Erebidae.